# Haidt (Markt Erlbach)
Haidt ist ein Gemeindeteil des Marktes Markt Erlbach im Landkreis Neustadt an der Aisch-Bad Windsheim (Mittelfranken, Bayern). Haidt liegt in der Gemarkung Siedelbach.

## Geografie
Südlich des Weilers fließt der Ulsenbach, ein linker Zufluss der Zenn. Im Süden liegt das Waldgebiet Reisach, 0,25 km östlich der Fichtenwald. 0,5 km nordwestlich liegt das Schlegelgründel, 0,5 km nordöstlich das Mitterfeld. Eine Gemeindeverbindungsstraße führt zum Knochenhof (0,6 km südwestlich) bzw. zu einer Gemeindeverbindungsstraße (0,6 km nördlich), die nach Kappersberg (1 km westlich) bzw. zur Staatsstraße 2244 verläuft (1,3 km nordöstlich).

## Geschichte
Der Ort wurde in Der Wilhermsdorfer und der Buchklinger ... Jagddistrict ... Fraisch, das zwischen 1707 und 1740 entstand, als „Hey“ verzeichnet, zu dieser Zeit aus fünf Häusern bestehend.
Gegen Ende des 18. Jahrhunderts gab es in Haidt drei Anwesen. Das Hochgericht übte das brandenburg-bayreuthische Stadtvogteiamt Markt Erlbach aus. Die Dorf- und Gemeindeherrschaft hatte das Kastenamt Neuhof. Grundherren waren das Kastenamt Neuhof (1 Hof, 1 Gut) und das Landesalmosenamt der Reichsstadt Nürnberg (1 Hof).
Im Rahmen des Gemeindeedikts wurde Haidt dem 1811 gebildeten Steuerdistrikt Markt Erlbach und der 1813 gegründeten Munizipalgemeinde Markt Erlbach zugeordnet. Mit dem Zweiten Gemeindeedikt (1818) wurde es in die Ruralgemeinde Eschenbach umgemeindet. Am 14. September 1824 erfolgte die Umgemeindung in die Ruralgemeinde Siedelbach. Am 1. Januar 1972 wurde Haidt im Zuge der Gebietsreform in Bayern nach Markt Erlbach eingemeindet.

### Baudenkmäler
- Haus Nr. 1. über der stichbogigen Stalltür „J“(ohann) „G“(eorg) „Wust 1857“; innen böhmische Gewölbe auf vier Stützen[11]
- Haus Nr. 2. hohes Mansarddachhaus mit Halbwalm von 1815; 3 zu 5 Fenster, Obergeschoss konstruktives Fachwerk; im Giebel Sandsteinrelief „Georg/Wust/1851“ mit Hausmarke (datiert Renovierung); im zugesetzten Türstock der Westseite im Sturz „G“(eorg) „C“(hristoph) „W“(ust) „1815“, dazwischen Hausmarke[11]
- Haus Nr. 8: Wohnhaus[12]

### Einwohnerentwicklung
| Jahr      | 001818 | 001840 | 001861 | 001871 | 001885 | 001900 | 001925 | 001950 | 001961 | 001970 | 001987 | 002017 | 002023 |
| Einwohner | 25     | 42     | 38     | 22     | 24     | 24     | 29     | 36     | 28     | 25     | 27     | *32    | *32    |
| Häuser    | 3      | 5      |        |        | 6      | 6      | 5      | 5      | 5      |        | 9      |        |        |
| Quelle    | [ 14 ] | [ 15 ] | [ 16 ] | [ 17 ] | [ 18 ] | [ 19 ] | [ 20 ] | [ 21 ] | [ 22 ] | [ 23 ] | [ 24 ] |        | [ 1 ]  |

## Religion
Der Ort ist seit der Reformation evangelisch-lutherisch geprägt und bis heute nach St. Kilian (Markt Erlbach) gepfarrt. Die Katholiken gehören zur Kirchengemeinde Maria Namen (Markt Erlbach), die ursprünglich eine Filiale von St. Michael (Wilhermsdorf) war und seit 2019 eine Filiale von St. Johannis Enthauptung (Neustadt an der Aisch) ist.